# Copa Libertadores 2008
Ročník 2008 Poháru osvoboditelů (španělsky Copa Libertadores) byl 49. ročníkem klubové soutěže pro nejlepší jihoamerické fotbalové týmy. Vítězem se stal tým LDU Quito, který tak postoupil na Mistrovství světa ve fotbale klubů 2008.

## Účastníci
Účastnilo se 5 týmů z Argentiny a 5 z Brazílie. Dále argentinští Boca Juniors, obhájci titulu. Z ostatních členských zemí CONMEBOL se účastnily 3 týmy. Byly také pozvány 3 týmy z Mexika, které je členem CONCACAF. Nejhůře umístěné týmy jednotlivých zemí se účastnily předkola.

## Předkolo
Úvodní zápasy se hrály 29. ledna a odvety 12. února 2008.
| Domácí v 1. zápase | Celkem  | Hosté v 1. zápase    | 1. zápas | 2. zápas |
| ------------------ | ------- | -------------------- | -------- | -------- |
| Olmedo             | 1–3     | Lanús                | 1–0      | 0–3      |
| Cruzeiro           | 6–3     | Cerro Porteño        | 3–1      | 3–2      |
| Arsenal            | 3–2     | Mineros de Guayana   | 2–0      | 1–2      |
| CF Atlas           | 2–1     | La Paz               | 2–0      | 0–1      |
| Cienciano          | 1–0     | Montevideo Wanderers | 1–0      | 0–0      |
| Boyacá Chicó       | 4–4 (v) | Audax Italiano       | 4–3      | 0–1      |

## Základní skupiny
Skupinová fáze se hrála od 12. února do 23. dubna 2008.
|  | Tým postoupil do osmifinále. |
|  | Tým vyřazen.                 |

### Skupina 1
| Tým         | Z | V | R | P | VG | OG | +/− | B  |
| ----------- | - | - | - | - | -- | -- | --- | -- |
| Cruzeiro    | 6 | 3 | 2 | 1 | 11 | 7  | +4  | 11 |
| San Lorenzo | 6 | 3 | 1 | 2 | 8  | 7  | +1  | 10 |
| Caracas     | 6 | 2 | 1 | 3 | 6  | 11 | -5  | 7  |
| Real Potosí | 6 | 2 | 0 | 4 | 11 | 11 | 0   | 6  |

|             | SLO | POT | CAR | CRU |
| ----------- | --- | --- | --- | --- |
| San Lorenzo |     | 1–0 | 3–0 | 0–0 |
| Real Potosí | 2–3 |     | 3–1 | 5–1 |
| Caracas     | 2–0 | 2–1 |     | 1–1 |
| Cruzeiro    | 3–1 | 3–0 | 3–0 |     |

### Skupina 2
| Tým              | Z | V | R | P | VG | OG | +/− | B  |
| ---------------- | - | - | - | - | -- | -- | --- | -- |
| Estudiantes      | 6 | 3 | 2 | 1 | 9  | 5  | +4  | 11 |
| Lanús            | 6 | 2 | 4 | 0 | 9  | 6  | +3  | 10 |
| Deportivo Cuenca | 6 | 1 | 3 | 2 | 2  | 5  | -3  | 6  |
| Danubio          | 6 | 1 | 1 | 4 | 5  | 9  | -4  | 4  |

|                  | EST | DAN | CUE | LAN |
| ---------------- | --- | --- | --- | --- |
| Estudiantes LP   |     | 2–0 | 2–0 | 0–0 |
| Danubio          | 1–2 |     | 2–0 | 1–2 |
| Deportivo Cuenca | 1–0 | 0–0 |     | 1–1 |
| Lanús            | 3–3 | 3–1 | 0–0 |     |

### Skupina 3
| Tým          | Z | V | R | P | VG | OG | +/− | B  |
| ------------ | - | - | - | - | -- | -- | --- | -- |
| CF Atlas     | 6 | 3 | 2 | 1 | 11 | 6  | +5  | 11 |
| Boca Juniors | 6 | 3 | 1 | 2 | 12 | 9  | +3  | 10 |
| Colo-Colo    | 6 | 3 | 1 | 2 | 11 | 9  | +2  | 10 |
| Maracaibo    | 6 | 0 | 2 | 4 | 3  | 13 | -10 | 2  |

|              | BOC | COL | MAR | ATL |
| ------------ | --- | --- | --- | --- |
| Boca Juniors |     | 4–3 | 3–0 | 3–0 |
| Colo-Colo    | 2–0 |     | 2–0 | 1–1 |
| Maracaibo    | 1–1 | 1–3 |     | 1–1 |
| Atlas        | 3–1 | 3–0 | 3–0 |     |

### Skupina 4
| Tým               | Z | V | R | P | VG | OG | +/− | B  |
| ----------------- | - | - | - | - | -- | -- | --- | -- |
| Flamengo          | 6 | 4 | 1 | 1 | 9  | 4  | +5  | 13 |
| Nacional          | 6 | 4 | 0 | 2 | 9  | 5  | +4  | 12 |
| Cienciano         | 6 | 2 | 1 | 3 | 5  | 9  | -4  | 7  |
| Coronel Bolognesi | 6 | 0 | 2 | 4 | 0  | 5  | -5  | 2  |

|           | FLA | NAC | BOL | CIE |
| --------- | --- | --- | --- | --- |
| Flamengo  |     | 2–0 | 2–0 | 2–1 |
| Nacional  | 3–0 |     | 1–0 | 3–1 |
| Bolognesi | 0–0 | 0–1 |     | 0–0 |
| Cienciano | 0–3 | 2–1 | 1–0 |     |

### Skupina 5
| Tým           | Z | V | R | P | VG | OG | +/− | B  |
| ------------- | - | - | - | - | -- | -- | --- | -- |
| River Plate   | 6 | 4 | 0 | 2 | 14 | 8  | +6  | 12 |
| América       | 6 | 3 | 0 | 3 | 10 | 10 | 0   | 9  |
| U. Católica   | 6 | 3 | 0 | 3 | 6  | 6  | 0   | 9  |
| U. San Martín | 6 | 2 | 0 | 4 | 4  | 10 | -6  | 6  |

|               | RIV | UC  | USM | AME |
| ------------- | --- | --- | --- | --- |
| River Plate   |     | 2–0 | 5–0 | 2–1 |
| U. Católica   | 1–2 |     | 1–0 | 2–0 |
| U. San Martín | 2–0 | 0–1 |     | 1–0 |
| América       | 4–3 | 2–1 | 3–1 |     |

### Skupina 6
| Tým              | Z | V | R | P | VG | OG | +/− | B  |
| ---------------- | - | - | - | - | -- | -- | --- | -- |
| Cúcuta Deportivo | 6 | 3 | 2 | 1 | 7  | 4  | +3  | 11 |
| Santos FC        | 6 | 3 | 1 | 2 | 13 | 6  | +7  | 10 |
| CD Guadalajara   | 6 | 3 | 0 | 3 | 8  | 5  | +3  | 9  |
| San José         | 6 | 1 | 1 | 4 | 4  | 17 | -13 | 4  |

|                  | SAN | CSJ | CUC | GUA |
| ---------------- | --- | --- | --- | --- |
| Santos FC        |     | 7–0 | 2–1 | 1–0 |
| Club San José    | 2–1 |     | 2–4 | 0–3 |
| Cúcuta Deportivo | 0–0 | 0–0 |     | 1–0 |
| CD Guadalajara   | 3–2 | 2–0 | 0–1 |     |

### Skupina 7
| Tým               | Z | V | R | P | VG | OG | +/− | B  |
| ----------------- | - | - | - | - | -- | -- | --- | -- |
| São Paulo FC      | 6 | 3 | 2 | 1 | 6  | 4  | +2  | 11 |
| Atlético Nacional | 6 | 2 | 2 | 2 | 8  | 5  | +3  | 8  |
| Sportivo Luqueño  | 6 | 2 | 1 | 3 | 8  | 10 | -2  | 7  |
| Audax Italiano    | 6 | 2 | 1 | 3 | 6  | 9  | -3  | 7  |

|                   | SPO | LUQ | ATN | AUD |
| ----------------- | --- | --- | --- | --- |
| São Paulo FC      |     | 1–0 | 1–0 | 2–1 |
| Sportivo Luqueño  | 1–1 |     | 1–3 | 4–1 |
| Atlético Nacional | 1–1 | 3–0 |     | 1–1 |
| Audax Italiano    | 1–0 | 1–2 | 1–0 |     |

### Skupina 8
| Tým        | Z | V | R | P | VG | OG | +/− | B  |
| ---------- | - | - | - | - | -- | -- | --- | -- |
| Fluminense | 6 | 4 | 1 | 1 | 11 | 3  | +8  | 13 |
| LDU Quito  | 6 | 3 | 1 | 2 | 10 | 5  | +5  | 10 |
| Arsenal    | 6 | 3 | 0 | 3 | 6  | 14 | -8  | 9  |
| Libertad   | 6 | 1 | 0 | 5 | 5  | 10 | -5  | 3  |

|            | FLU | LIB | LDU | ARS |
| ---------- | --- | --- | --- | --- |
| Fluminense |     | 2–0 | 1–0 | 6–0 |
| Libertad   | 1–2 |     | 3–1 | 1–2 |
| LDU Quito  | 0–0 | 2–0 |     | 6–1 |
| Arsenal    | 2–0 | 1–0 | 0–1 |     |

## Vyřazovací část
Vyřazovací část se hrála systémem doma-venku. V případě rovnosti skóre rozhodovalo pravidlo venkovních gólů, které však nerozhodovalo ve finále. V případě, že pravidlo venkovních gólů nerozhodlo, přišel na řadu okamžitě penaltový rozstřel (nehrálo se prodloužení). Prodloužení by bylo užito pouze ve finále.
Postupující do vyřazovací části byli seřazeni do žebříčku (pozice 1.–8. zaujaly 1. týmy z každé základní skupiny, pozice 9.–16. zaujaly 2. týmy z každé základní skupiny). V osmifinále se utkal tým nasazený 1. s týmem 16., 2. tým s 15., atd.

### Kvalifikované týmy
|  | Tým kvalifikován z prvního místa své skupiny |  | Tým kvalifikován z druhého místa své skupiny |

| #  | Tým               | Z | B  | VG | OG | +/− |
| -- | ----------------- | - | -- | -- | -- | --- |
| 1  | Fluminense        | 6 | 13 | 11 | 3  | +8  |
| 2  | Flamengo          | 6 | 13 | 9  | 4  | +5  |
| 3  | River Plate       | 6 | 12 | 14 | 8  | +6  |
| 4  | CF Atlas          | 6 | 11 | 11 | 6  | +5  |
| 5  | Cruzeiro          | 6 | 11 | 11 | 7  | +4  |
| 6  | Estudiantes       | 6 | 11 | 9  | 5  | +4  |
| 7  | Cúcuta            | 6 | 11 | 7  | 4  | +3  |
| 8  | São Paulo FC      | 6 | 11 | 6  | 4  | +2  |
| 9  | Nacional          | 6 | 12 | 9  | 5  | +4  |
| 10 | Santos FC         | 6 | 10 | 13 | 6  | +7  |
| 11 | LDU Quito         | 6 | 10 | 10 | 5  | +5  |
| 12 | Boca Juniors      | 6 | 10 | 12 | 9  | +3  |
| 13 | Lanús             | 6 | 10 | 9  | 6  | +3  |
| 14 | San Lorenzo       | 6 | 10 | 8  | 7  | +1  |
| 15 | América           | 6 | 9  | 10 | 10 | 0   |
| 16 | Atlético Nacional | 6 | 8  | 8  | 5  | +3  |

### Osmifinále
Úvodní zápasy byly na programu mezi 29. dubnem a 1. květnem. Odvety se hrály v termínu od 6. do 8. května 2008.
| Domácí v 1. zápase | Celkem | Hosté v 1. zápase | 1. zápas | 2. zápas |
| ------------------ | ------ | ----------------- | -------- | -------- |
| Atletico Nacional  | 1–3    | Fluminense        | 1–2      | 0–1      |
| América            | 5–4    | Flamengo          | 2–4      | 3–0      |
| San Lorenzo        | 4–3    | River Plate       | 2–1      | 2–2      |
| Lanús              | 2–3    | CF Atlas          | 0–1      | 2–2      |
| Boca Juniors       | 4–2    | Cruzeiro          | 2–1      | 2–1      |
| LDU Quito          | 3–2    | Estudiantes       | 2–0      | 1–2      |
| Santos FC          | 4–0    | Cúcuta Deportivo  | 2–0      | 2–0      |
| Nacional           | 0–2    | São Paulo FC      | 0–0      | 0–2      |

### Čtvrtfinále
Úvodní zápasy se hrály 14. a 15. května. Odvety pak 21. a 22. května 2008.
| Domácí v 1. zápase | Celkem        | Hosté v 1. zápase | 1. zápas | 2. zápas |
| ------------------ | ------------- | ----------------- | -------- | -------- |
| São Paulo FC       | 2–3           | Fluminense        | 1–0      | 1–3      |
| América            | 2–1           | Santos FC         | 2–0      | 0–1      |
| San Lorenzo        | 2–2 (3–5pen.) | LDU Quito         | 1–1      | 1–1      |
| Boca Juniors       | 5–2           | CF Atlas          | 2–2      | 3–0      |

### Semifinále
Úvodní zápasy se hrály 27. a 28. května, odvety pak 3. a 4. června 2008.
| Domácí v 1. zápase | Celkem  | Hosté v 1. zápase | 1. zápas | 2. zápas |
| ------------------ | ------- | ----------------- | -------- | -------- |
| Boca Juniors       | 3–5     | Fluminense        | 2–2      | 1–3      |
| América            | 1–1 (v) | LDU Quito         | 1–1      | 0–0      |

### Finále
Ve finále neplatí pravidlo venkovních gólů.
| 25. červen 2008 20:50 ET (UTC-4)             |          |                            |                                                                |
| LDU Quito                                    | 4 – 2    | Fluminense                 | Estadio La Casa Blanca, Quito rozhodčí: Carlos Chandía (Chile) |
| Bieler 2' Guerrón 29' Campos 34' Urrutia 45' | (Report) | Conca 12' Thiago Neves 52' | Estadio La Casa Blanca, Quito rozhodčí: Carlos Chandía (Chile) |

| 2. červenec 2008 20:50 ET (UTC-4) |           |            |                                                                                          |
| Fluminense                        | 3 – 1 (p) | LDU Quito  | Estádio do Maracanã, Rio de Janeiro diváci: 78,918 rozhodčí: Héctor Baldassi (Argentina) |
| Thiago Neves 12' 28' 56'          | (Report)  | Bolaños 6' | Estádio do Maracanã, Rio de Janeiro diváci: 78,918 rozhodčí: Héctor Baldassi (Argentina) |

|                                      |       | Penaltový rozstřel           |  |
| Conca Thiago Neves Cícero Washington | 1 – 3 | Urrutia Campos Salas Guerrón |  |

| Vítěz Copa Libertadores 2008 LDU Quito První titul |